# Euphorbia hyberna
Euphorbia hyberna é uma espécie de planta com flor pertencente à família Euphorbiaceae. 
A autoridade científica da espécie é L., tendo sido publicada em Species Plantarum 462. 1753.

## Portugal
Trata-se de uma espécie presente no território português, nomeadamente Portugal Continental. Em termos de naturalidade é nativa da região atrás referida.
Não se encontra protegida por legislação portuguesa ou da Comunidade Europeia.[carece de fontes?]